# Princípio de Bernoulli

Esquema do Princípio de Bernoulli.

O Princípio de Bernoulli, também denominado Equação de Bernoulli, Trinômio de Bernoulli ou ainda Teorema de Bernoulli, descreve o comportamento de um fluido movendo-se ao longo de uma linha de corrente e traduz para os fluidos o princípio da conservação da energia.
Foi exposto por Daniel Bernoulli em sua obra Hidrodinâmica (1738) e expressa que num fluido ideal (sem viscosidade nem atrito) em regime de circulação por um conduto fechado, a energia que possui o fluido permanece constante ao longo de seu percurso. A energia de um fluido em qualquer momento consta de três componentes:
1. Cinética: é a energia devida à velocidade do fluido;
2. Potencial gravitacional: é a energia devida à altitude do fluido;
3. Energia de fluxo: é a energia do fluido devido à pressão.

A seguinte equação, conhecida como "Equação de Bernoulli" (Trinômio de Bernoulli) consta destes mesmos termos,
{\displaystyle {\frac {V^{2}}{2}}+{\frac {P}{\rho }}+{gh}=constante}
onde:
{\displaystyle V} = velocidade do fluido na seção considerada.
{\displaystyle g} = aceleração gravitacional
{\displaystyle h} = altura na direção da gravidade desde uma cota de referência.
{\displaystyle P} = pressão ao longo da linha de corrente.
{\displaystyle \rho } = densidade do fluido.
Para aplicar a equação deve-se observar as seguintes suposições:
- Viscosidade (atrito interno) = 0. Ou seja, se considera que a linha de corrente sobre a qual se aplica se encontra em uma zona 'não viscosa' do fluido.
- Caudal (ou vazão) constante.
- Fluxo incompressível, onde  ρ é constante.
- A equação se aplica ao longo de uma linha de corrente ou em um fluxo irrotacional.

Ainda que o nome da equação se deve a Bernoulli, a forma acima exposta foi apresentada primeiramente por Leonhard Euler.
Um exemplo de aplicação do princípio é encontrado no fluxo de água em tubulação.

## Aplicação em líquidos perfeitos
O teorema de Bernoulli aplicado a líquidos perfeitos (compressibilidade e viscosidade nulas) aplicado ao escoamento variável é dado pela seguinte expressão:
{\displaystyle {\frac {\partial }{\partial s}}\left(h+{\frac {p_{2}}{\gamma }}+{\frac {v_{2}^{2}}{2g}}\right)=-{\frac {1}{g}}\cdot {\frac {\partial v}{\partial t}}}
Aplicado ao escoamento permanente as forças de inércia (variação da quantidade de movimento) são nulas, logo,
{\displaystyle {\frac {\partial }{\partial s}}\left(h+{\frac {p_{2}}{\gamma }}+{\frac {v_{2}^{2}}{2g}}\right)=0}
Onde,
{\displaystyle h} é a energia potencial de posição por unidade de peso de liquido {\displaystyle (m)};
{\displaystyle {\frac {p}{\gamma }}} é a energia potencial de pressão por unidade de peso de liquido {\displaystyle (m)};
{\displaystyle {\frac {v^{2}}{2\cdot g}}} é energia cinética por unidade de peso de liquido {\displaystyle (m)};
{\displaystyle -{\frac {1}{g}}\cdot {\frac {\partial v}{\partial t}}} corresponde à variação da quantidade de movimento por unidade de peso de liquido {\displaystyle (m)};
Para escoamentos permanentes e líquidos perfeitos a energia mecânica total do sistema é constante ao longo da trajectória,
{\displaystyle H_{1}=H_{2}=Constante}

## Aplicação em fluidos reais
Na realidade não existem fluidos ideais, pois qualquer que seja o fluido, possui viscosidade. Assim torna-se necessário acrescentar à equação em questão, um parâmetro que tenha em consideração este factor e o efeito do atrito entre o fluido e a conduta. Este parâmetro é geralmente denominado de perda de energia ou perdas de carga.
Sendo {\displaystyle H_{1}}, o ponto inicial (1); e {\displaystyle H_{2}}, o ponto final (2) e {\displaystyle \Delta H=H_{1}-H_{2}} a energia que se dissipa entre os dois.
{\displaystyle H_{1}=H_{2}+\Delta H,}
e portanto
{\displaystyle z_{1}+{\frac {p_{1}}{\gamma }}+{\frac {v_{1}^{2}}{2g}}=z_{2}+{\frac {p_{2}}{\gamma }}+{\frac {v_{2}^{2}}{2g}}+\Delta H},
equação na qual,
- {\displaystyle Z_{x}} é a altura do ponto {\displaystyle x} em relação ao PHR (Plano Horizontal de Referência) {\displaystyle (m)};
- {\displaystyle p_{x}} é a pressão do fluido no ponto {\displaystyle x} {\displaystyle (N/m^{2}=Pa)};
- {\displaystyle \gamma } é o peso específico do fluido {\displaystyle (N/m^{3})};
- {\displaystyle v_{x}} é a velocidade do fluido no ponto {\displaystyle x} {\displaystyle (m/s)};
- {\displaystyle g} é a aceleração da gravidade {\displaystyle (m/s^{2})};
- {\displaystyle \Delta H} é a perda de carga entre os pontos 1 e 2 {\displaystyle (m)}.

Observação: as unidades entre parênteses, são referidas ao sistema internacional (SI).

## Características e consequências
Cada um dos termos desta equação tem unidades de comprimento, e por sua vez representam formas distintas de energia; em hidráulica é comum expressar a energia em termos de comprimento, e se fala de altura ou "cabeçal", esta última tradução do inglês head. Assim na equação de Bernoulli os termos podem chamar-se alturas ou "cabeçais" de velocidade, de pressão e "cabeçal" hidráulico, do inglés hydraulic head; o termo {\displaystyle z} pode ser agrupado com {\displaystyle P/\gamma } para dar lugar à chamada altura piezométrica ou também carga piezométrica.
{\displaystyle \overbrace {V^{2} \over 2g} ^{\mbox{cabeçal de velocidade}}+\overbrace {\underbrace {\frac {P}{\gamma }} _{\mbox{cabeçal de pressão}}+z} ^{\mbox{altura ou carga piezométrica}}=\overbrace {H} ^{\mbox{cabeçal ou altura hidráulica}}}
Também podemos reescrever este princípio em forma de soma de pressões multiplicando toda a equação por {\displaystyle \gamma }, desta forma o termo relativo à velocidade se chamará pressão dinâmica, os termos de pressão e altura se agrupam na pressão estática.
{\displaystyle \underbrace {\frac {\rho V^{2}}{2}} _{\mbox{pressão dinâmica}}+\overbrace {P+\gamma z} ^{\mbox{pressão estática}}=constante}

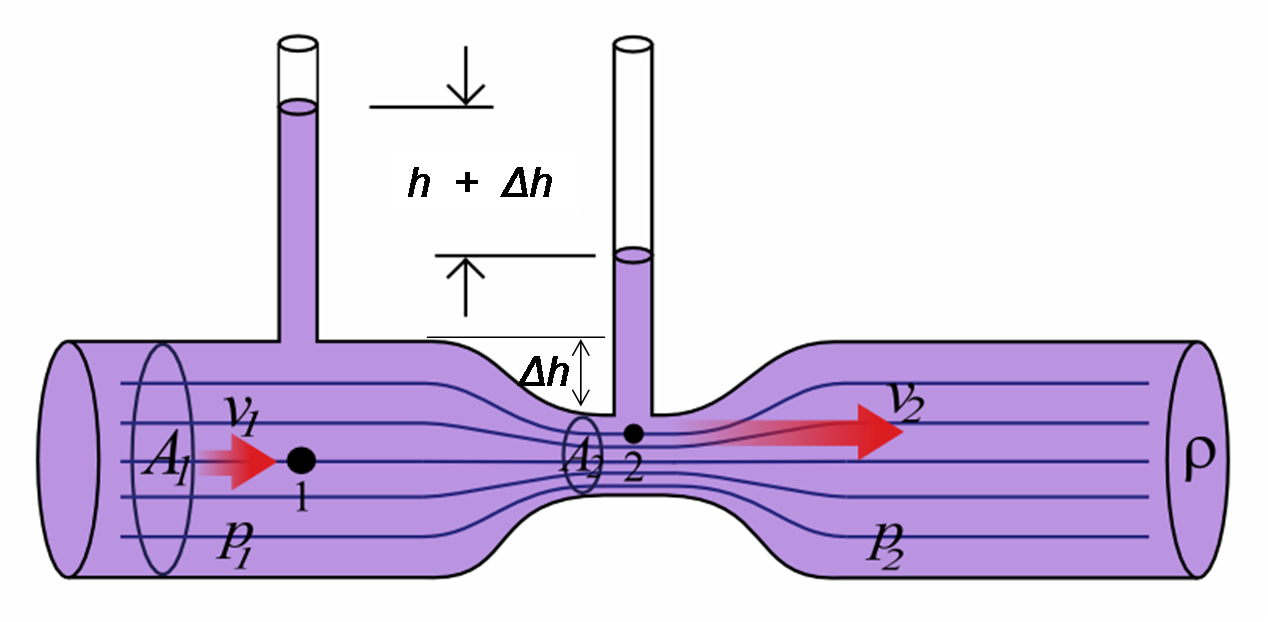
Esquema do efeito Venturi.

ou escrita de outra maneira mais simples:
{\displaystyle q+p=p_{0}}
onde
- {\displaystyle q={\frac {\rho V^{2}}{2}}}
- {\displaystyle p=P+\gamma z}
- {\displaystyle p_{0}} é uma constante.

Igualmente podemos escrever a mesma equação como a soma da energia cinética, a energia de fluxo e a energia potencial gravitacional por unidade de massa:
{\displaystyle \overbrace {\frac {{V}^{2}}{2}} ^{\mbox{energia cinética}}+\underbrace {\frac {P}{\rho }} _{\mbox{energia de fluxo}}+\overbrace {gz} ^{\mbox{energia potencial}}=constante}
Assim o princípio de Bernoulli pode ser visto como outra forma da lei da conservação da energia, ou seja, em uma linha de corrente cada tipo de energia pode subir ou diminuir em virtude da diminuição ou o aumento das outras duas. 
Esta equação permite explicar fenômenos como o efeito Venturi, já que a aceleração de qualquer fluido em um trajeto equipotencial (com igual energia potencial) implicaria uma diminuição da pressão. Este efeito explica porque objetos leves muitas vezes tendem a sair de um automóvel em movimento quando se abrem as janelas. A pressão do ar é menor fora devido a que está em movimento em relação aquele que se encontra dentro, onde a pressão é necessariamente maior. De forma, aparentemente, contraditória o ar entra no veículo mas este ocorre por fenômenos de turbulência e camada limite.

## Equação de Bernoulli e a Primeira Lei da Termodinâmica
Da primeira lei da termodinâmica se pode concluir uma equação esteticamente parecida com a equação anteriormente assinalada, mas conceitualmente distinta. A diferença fundamental está nos limites de funcionamento e na formulação de cada fórmula. A equação de Bernoulli é um balanço de forças sobre uma partícula de fluido que se move através de uma linha de corrente, enquanto que a primeira lei da termodinâmica consiste num balanço de energia entre os limites de um volume de controle dado, pelo qual é mais geral já que permite expressar os intercâmbios energéticos ao longo de uma corrente de fluido, como são as perdas por fricção que retiram do fluido energia, e as bombas ou ventiladores que somam energia ao fluido. A forma geral desta, a chamaremos, "forma energética da equação de Bernoulli" é:
{\displaystyle {\frac {{V_{1}}^{2}}{2g}}+{\frac {P_{1}}{\gamma }}+z_{1}{\frac {g}{g_{c}}}+W=h_{f}+{\frac {{V_{2}}^{2}}{2g}}+{\frac {P_{2}}{\gamma }}+z_{2}{\frac {g}{g_{c}}}}
onde:
- {\displaystyle \gamma } é o peso específico ({\displaystyle \gamma =\rho g}).
- {\displaystyle W} é uma medida da energia que é fornecida ao fluido.
- {\displaystyle h_{f}} é uma medida da energia empregada em vencer as forças fricção através do percurso do fluido.
- Os subíndices {\displaystyle 1} e {\displaystyle 2} indicam se os valores estão dados para o começo ou o final do volume de controle respectivamente.
- g = 9,81 m/s² e gc = 1 kg·m/(N·s²)

### Suposições
A equação acima escrita é uma derivada da primeira lei da termodinâmica para fluxos de fluido com as seguintes características .
- O fluido de trabalho, ou seja, aquele que flui e que estamos considerando, tem uma densidade constante.
- Não existe troca de energia interna.

### Demonstração
Escrevamos a primeira lei da termodinâmica com um critério de signos termodinâmico conveniente:
{\displaystyle w+q=\Delta h+\Delta {\frac {V^{2}}{2}}+g\Delta z}
Recordando a definição da entalpia {\displaystyle h=u+Pv}, onde {\displaystyle u} é a energia interna e {\displaystyle v} se conhece como volume específico {\displaystyle v=1/\rho }. Podemos escrever:
{\displaystyle w+q=\Delta u+\Delta {\frac {P}{\rho }}+\Delta {\frac {V^{2}}{2}}+g\Delta z}
que pelas suposições declaradas mais acima pode ser reescrita como:
{\displaystyle w+q={\frac {P_{2}}{\rho }}-{\frac {P_{1}}{\rho }}+{\frac {{V_{2}}^{2}}{2}}-{\frac {{V_{1}}^{2}}{2}}+g(z_{2}-z_{1})}
dividamos tudo entre o termo da aceleração da gravidade
{\displaystyle {\frac {w}{g}}+{\frac {q}{g}}={\frac {P_{2}}{\gamma }}-{\frac {P_{1}}{\gamma }}+{\frac {{V_{2}}^{2}}{2g}}-{\frac {{V_{1}}^{2}}{2g}}+z_{2}-z_{1}}
Os termos do lado esquerdo da igualdade são relativos aos fluxos de energia através do volume de controle considerado, ou seja, são as entradas e saídas de energia do fluido de trabalho em formas de trabalho ({\displaystyle w}) e calor ({\displaystyle q}). O termo relativo ao trabalho {\displaystyle w/g} consideraremos que entra ao sistema, o chamaremos {\displaystyle h} e tem unidades de comprimento, assim como {\displaystyle q/g}, que chamaremos {\displaystyle h_{f}} que sai do sistema, já que consideraremos que só se intercambia calor por via do atrito entre o fluido de trabalho e as paredes do conducto que o contém. Assim a equação resulta em:
{\displaystyle h-h_{f}={\frac {P_{2}}{\gamma }}-{\frac {P_{1}}{\gamma }}+{\frac {{V_{2}}^{2}}{2g}}-{\frac {{V_{1}}^{2}}{2g}}+z_{2}-z_{1}}
ou como a escrevemos originalmente:
{\displaystyle {\frac {{V_{1}}^{2}}{2g}}+{\frac {P_{1}}{\gamma }}+z_{1}+h=h_{f}+{\frac {{V_{2}}^{2}}{2g}}+{\frac {P_{2}}{\gamma }}+z_{2}}
Assim, podemos observar que o princípio de Bernoulli é uma consequência direta da primeira lei da termodinâmica, ou se desejado. outra forma desta lei. Na primeira equação apresentada neste artigo o volume de controle havia sido reduzido a tão somente uma linha de corrente sobre a qual não havia intercâmbios de energia com o restante do sistema, daqui a suposição de que o fluido deveria ser ideal, ou seja, sem viscosidade nem atrito interno, já que não existe um termo {\displaystyle h_{f}} entre as distintas linhas de corrente.

## Aplicações do Princípio de Bernoulli
O princípio de Bernoulli se aplica a um determinado fluido em movimento, passando por trechos com velocidades e pressões diferentes ao longo de seu percurso. Mas muitas vezes ele é incorretamente invocado para explicar fenômenos onde, numa mesma seção do fluido, há velocidades e pressões diferentes. Abaixo estão algumas aplicações corretas e outras erradas.

### Airsoft
As réplicas usadas neste brinquedo podem incluir um sistema chamado HopUp que provoca que a bola seja projetada realizando um efeito circular, o que aumenta o alcance efetivo da réplica. Este efeito é conhecido como efeito Magnus, a rotação da bola provoca que a velocidade do fluxo por cima dela seja maior que por baixo, e com ele a aparição de uma diferença de pressões que cria a força sustentadora, que faz com que a bola demore mais tempo a cair. 
Nesse caso, há um fluxo de ar (do ponto de vista da bola), e se compara a região de cima com a de baixo da mesma. Ou seja 2 pontos na mesma seção do fluido em movimento: incorreto. Não é que o efeito não exista, mas a explicação não é pelo princípio de Bernoulli.

### Chaminés
As chaminés são altas para aproveitar que a velocidade do vento é mais constante e elevada a maiores alturas. Quanto mais rapidamente sopra o vento sobre a boca de uma chaminé, mais baixa é a pressão e maior é a diferença de pressão entre a base e a boca da chaminé, consequentemente, os gases de combustão são mais bem extraídos. 
Nesse caso, o fluxo de ar num ponto mais alto é suposto maior que 
na base da chaminé, ou seja está se comparando 2 pontos na mesma secção transversal do movimento do fluido: incorreto. O que não significa que chaminés mais altas não sejam mais indicadas por outros motivos.

### Tubulações
A equação de Bernoulli e a equação de continuidade também nos diz que se reduzimos a área transversal de uma tubulação para que aumente a velocidade do fluido que passa por ela, se reduzirá a pressão.
Aqui se compara pressões e velocidades em pontos diferentes ao longo do percurso do fluido: correto.

### Natação
A aplicação dentro deste esporte se vê refletida diretamente quando as mãos do nadador cortam a água gerando uma menor pressão e maior propulsão.
Aqui há diferença na velocidade da água puxada pela mão do nadador em relação à que estão próxima. Duas posições na mesma seção do movimento da água da piscina do ponto de vista do nadador: incorreto.

### Sustentação de aviões
O efeito Bernoulli é também em parte a origem da sustentação dos aviões. Graças à forma e orientação dos perfis aerodinâmicos, a asa é curva em sua face superior e está angulada em relação às linhas de corrente incidentes. Por isto, as linhas de corrente acima da asa estão mais juntas que abaixo, pelo que a velocidade do ar é maior e a pressão é menor acima da asa; ao ser maior a pressão abaixo da asa, se gera uma força resultante (líquida) acima chamada sustentação.
O ar se move em grande velocidade do ponto de vista do avião. Mas está se comparando 2 pontos na mesma seção transversal do fluxo (abaixo e acima da asa): incorreto. É claro que os aviões voam, mas não pelo princípio de Bernoulli).

### Movimento de uma bola com efeito
Se lançamos uma bola com efeito, ou seja, girando sobre si mesmo, se desvia para um lado. Também pelo conhecido efeito Magnus, típico é a bola chutada por um futebolista. Quando o jogador mete o dorso do pé por baixo da bola causando-lhe um efeito rotatório de forma que este traça uma trajetória parabólica. É o que se denomina em futebol no Brasil "folha seca".
Incorreto pelo mesmo motivo do airsoft visto anteriormente.

### Carburador de automóvel
Em um carburador de automóvel, a pressão do ar que passa através do corpo do carburador, diminui quando passa por um estrangulamento. Ao diminuir a pressão, a gasolina flui, se vaporiza e se mistura com a corrente de ar.
Correto pois diz respeito a variações de pressão e velocidade do ar ao longo do corpo do carburador.

### Fluxo de fluido a partir de um tanque
A taxa de fluxo é dada pela equação de Bernoulli.
Correto pois se compara a velocidade de fluxo na saída do tanque à pressão atmosférica com a pressão dentro dele na altura da saída, com velocidade praticamente zero.

### Dispositivos de Venturi
Em oxigenoterapia, a maior parte dos sistemas de subministração de débito alto utilizam dispositivos de tipo Venturi, os quais estão baseado no princípio de Bernoulli.
Correto.

### Calibre de vasos sanguíneos
O Princípio de Bernoulli pode ser aplicado para calcular a energia cinética média do sangue bombeado pelo coração, e consequentemente, a pressão que tal fluido exerce nas paredes dos vasos.
Por exemplo, o calibre dos capilares sanguíneos é menor, ou seja, as paredes dos vasos são mais finas porque o sangue que por eles passa exerce menor pressão uma vez que se encontra a uma maior velocidade. Isso ocorre porque a medida que o sangue chega às extremidades do corpo humano, a energia potencial que possuía logo que deixara o coração se converte em energia cinética, o que, pelo princípio de Bernoulli, diminui a pressão na “borda” do fluido.
Correto, pois se compara pontos diferentes ao longo do percurso do sangue.